# Myiopharus canadensis
Myiopharus canadensis är en tvåvingeart som beskrevs av Henry J. Reinhard 1945. Myiopharus canadensis ingår i släktet Myiopharus och familjen parasitflugor.
Artens utbredningsområde är Ontario. Inga underarter finns listade i Catalogue of Life.